# Ливен, Хайнц
Хайнц Ливен (нем. Heinz Lieven; 18 апреля 1928 — 27 сентября 2021) — немецкий актёр кино, телевидения и театра.

## Биография
Ливен родился в семье врача Вильгельма Ливена и его жена Мэри. С 1948 года обучался актёрскому мастерству в Берлине. Его педагогами были Гельмут Гмелин и Бернхард Минетти. Дебют в кино — фильм 1961 года «Чудо отца Малахиаса», снятый режиссёром Бернхардом Викки. На счету Ливена более 40 ролей в кино и на ТВ.

## Личная жизнь
В 1966 году он женился на визажисте Герте Гобрехт. У них — два сына, Александр  (род. 1959), бизнесмен, и Клаудиус (род. 1968), бывший член парламента Гамбурга. Хайнц Ливен проживал в Гамбурге.

## Избранная фильмография
- Чудо отца Малахиаса (1961)
- Сталинград (ТВ, 1963)
- Транзит через Гамбург (сериал, 1971)
- Будденброки (мини-сериал, 1979)
- Охотники за смертью (ТВ, 1999)
- Внутри вихря (2009)
- Где бы ты ни был (2011)
- Факап, или Хуже не бывает (2014)
- Помнить (2015)
- Колловалла (2016)
- Доктор с побочными эффектами (ТВ, 2017)